# Hucknall
Pour le chanteur, voir Mick Hucknall.
Hucknall (anciennement Hucknall Torkard) est une ville du Nottinghamshire en Angleterre.
Sa population est de 29 188 habitants.
La ville est connue pour être le dernier lieu de séjour de Lord Byron et de Ada Lovelace.
C'est à Hucknall que Rolls-Royce a fait la première démonstration d'avion à décollage vertical.